# ماريا تيريزا يوريبا
ماريا تيريزا يوريبا (بالإسبانية: María Teresa Uribe)‏ هي عالمة اجتماع كولومبية، ولدت في 9 فبراير 1940 في بيريرا في كولومبيا، وتوفيت في 2019 في ميديلين في كولومبيا.